# Бородавконосцы
Бородавконосцы, или малашки (лат. Malachius) — род жуков из семейства мелирид.

## Описание
Это небольшие насекомые, имеющие по большей части яркую окраску. Голова их большей частью не втянута в переднегрудь. Сяжки 11-членистые, щетинковидные, прикрепляющиеся между глазами на лбу. Первые членики их различаются как по видам, так и по полам. Грудной щит по бокам округлённый. Надкрылья удлинённые, параллельные. У некоторых видов самки бескрылые.
Оригинальную особенность этого рода составляют выдвижные бородавочки, находящиеся на переднегруди и у основания брюшка. Бородавочки эти яркого красного или оранжевого цвета. Обыкновенно они помещаются в особых полостях, но если дотронуться до жука или испугать его, то он выворачивает эти бородавочки наружу, как палец перчатки. Значение этих образований не выяснено. Одни ученые полагают, что жуки пользуются ими, чтобы пугать врагов внезапным появлением ярких отростков, другие же думают, что при этом распространяется запах, незаметный для человека, но ощущаемый насекомыми.
Бородавконосцы обычно появляются весною и держатся на цветах и цветущих кустарниках. Питаются они мягкими насекомыми. Личинки их бледно-розового цвета с красными придатками на голове, с сильными, зубчатыми верхними челюстями и 4-членистыми сяжками. Всё тело их покрыто короткими рыжеватыми волосками, ноги длинные, оканчивающиеся коготками. Личинки эти живут в гнилой древесине, в соломе и т. п. и питаются личинками других насекомых.
Известно более 100 видов из этого рода, из которых 40 живёт в Европе. Самые обыкновенные: бородавконосец медноцветный (M. aeneus), длиной 6—7 мм, медно-зелёного цвета, надкрылья красные, без блеска, с одним зелёным пятном. Двупятнистая малашка (M. bipustulatus), длиной 5—6 мм, блестяще-зелёного цвета, только концы надкрылий красные.

## Виды
- Malachius aeneus (Linnaeus, 1758)
- Malachius aeneus (Linnaeus, 1758) — Медная малашка[2]
- Malachius agenjoi Pardo, 1975
- Malachius artvinensis Wittmer, 1974
- Malachius australis Mulsant & Rey, 1867
- Malachius bilyi Svihla, 1987
- Malachius bipustulatus (Linnaeus, 1758) — Двупятнистая малашка[3]
- Malachius caramanicus Pic, 1912
- Malachius carnifex Erichson, 1840
- Malachius cavifrons
- Malachius coccineus Waltl, 1838
- Malachius conformis Erichson, 1840
- Malachius cressius Pic, 1904
- Malachius cyprius (Baudi, 1871)
- Malachius dama Abeille de Perrin, 1888
- Malachius demaisoni Abeille, 1900
- Malachius elaphus Abeille, 1890
- Malachius ephipiger Redtenbacher, 1843
- Malachius faldermanni Faldermann, 1836
- Malachius fuscatus Peyron, 1877
- Malachius graecusKraatz, 1862
- Malachius heydeniAbeille de Perrin, 1882
- Malachius kasosensis Wittmer, 1988
- Malachius kraussi Reitter, 1902
- Malachius labiatus Brullé, 1832
- Malachius lusitanicus Erichson, 1840
- Malachius mariae Abeille de Perrin, 1885
- Malachius pickai Svihla, 1987
- Malachius rubidus Erichson, 1840
- Malachius scutellaris Erichson, 1840
- Malachius securiclatus Baudi, 1873
- Malachius semiaeneus Abeille de Perrin, 1891